# Okegawa
Okegawa (桶川市?, Okegawa-shi) è una città giapponese della prefettura di Saitama.